# Cnephasia gueneana
Cnephasia gueneana is een vlinder uit de familie van de bladrollers (Tortricidae). De wetenschappelijke naam werd in 1834 als Argyrolepia gueneana gepubliceerd door Philogène Auguste Joseph Duponchel.
De soort komt voor in Europa.